# 尼基弗尔·切尔尼戈夫斯基

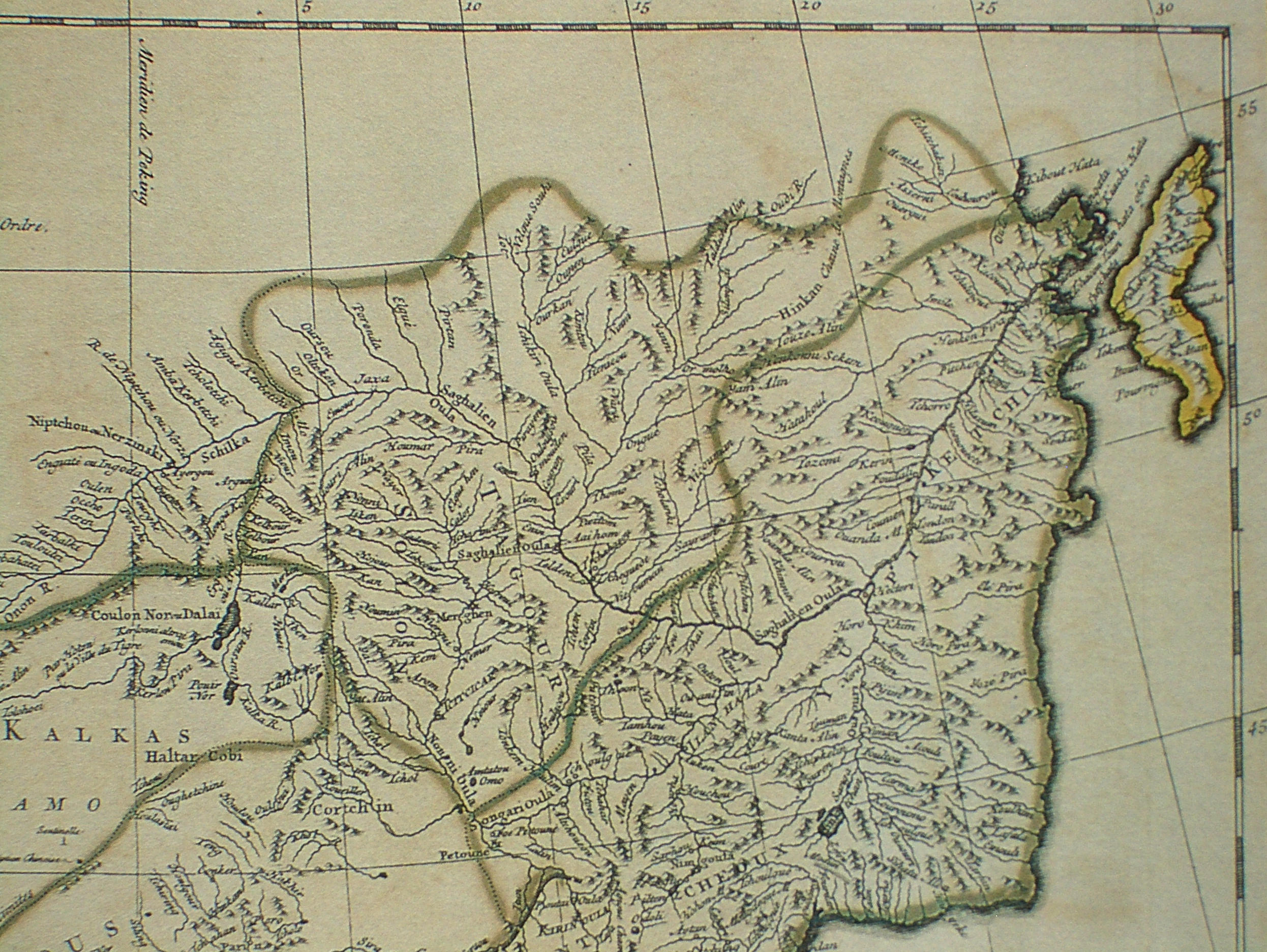
切尔尼戈夫斯基在阿尔巴津建立的“雅克萨”国（图中标注为“Yaxa”）。

“雅克萨”国的盾徽

尼基弗尔·罗曼诺维奇·切尔尼戈夫斯基（波蘭語：Nicefor Jaxa-Czernichowski，？—1674年或1675年），是一位波兰贵族、俄罗斯探险家。

## 生平
切尔尼戈夫斯基原为波兰立陶宛联邦的贵族，出生在乌克兰的切尔尼亚希夫。在同俄罗斯帝国的战争中，与父亲在诺夫哥罗德-谢韦尔斯基附近一同被俘。1633年，他逃亡到沃洛格达。由于波兰与俄罗斯结束战争并签订和平条约，他有权被释放。然而他与莫斯科女人结了婚，他最初打算留在莫斯科公国；他宣誓向俄罗斯沙皇效忠，并于1635年皈依了东正教。然而他后来改变了观点，在七个同伴的陪伴下向波兰边境逃去。他并未察觉到自己不再有回归祖国的权利，至少在沙皇的监控之下是这样的。1636年7月3日，他被逮捕，并在翌年流放到了叶尼塞斯克，他的妻子陪伴他来到了这里。1649年，他又先后被流放到伊利姆斯克和乌斯季库特，最终到达了基廉斯克。在此期间，他与妻子诞下了三个儿子和两个女儿。1656年，他成为哥萨克首领。翌年，他致函沙皇，希望重新得到贵族地位，但未获回复。
1664年，伊利姆斯克总督Lawrentij Obuhov强奸了切尔尼戈夫斯基的女儿。出于报复，切尔尼戈夫斯基在翌年杀了他。随后他组织了84名哥萨克，包括东正教教士Hermogenes在内，一同向中俄边境的黑龙江进军，最后到达了被毁的城市阿尔巴津。切尔尼戈夫斯基与当地的达斡尔族一起建立小王国，这个小王国一直延伸到距离阿尔巴津50公里处的结雅河河口。切尔尼戈夫斯基将这个国家的国名定为“雅克萨”，此名字来源于他的纹章名。Hermogenes教士为王国颁布了法律。
从建立开始这个王国的地位就很特殊；它获得法国和荷兰的承认，但不被俄罗斯和清朝承认。它全国只有500人。在最初向俄罗斯抗争之后，他在1669年单方面地承认了沙皇的霸权地位。1670年，他击退了清朝的进攻。1672年，沙皇判处切尔尼戈夫斯基死刑，两天之后又赦免了他。1674年，切尔尼戈夫斯基被俄罗斯任命为阿尔巴津总督。1675年，迁居到满洲的达斡尔族希望加入切尔尼戈夫斯基的国家。此后，他就在史料中失去了记载，可能是死于远征满洲的途中。